# A1 Austrian eSports Festival
Das A1 Austrian eSports Festival ist eine seit 2022 jährlich im Sommer stattfindende E-Sport- und Gamingveranstaltung. Im Bereich E-Sport ist es mit rund 22.000 Besuchern die größte Veranstaltung Österreichs. Das Festival wird gemeinsam vom E-Sport Verband Österreich (ESVÖ) und dem Telekommunikationsunternehmen A1 (A1 Telekom Austria Group) im Austria Center Vienna veranstaltet. Auf dem Festival werden jährlich die Finalspiele der größten E-Sport-Liga Österreichs, der A1 eSport League, ausgetragen. Das nächste A1 Austrian eSports Festival findet am 5. und 6. Juli 2025 im Austria Center Vienna statt.

## Die Veranstaltung

### Entwicklung
Das Festival versteht sich selbst als ein Fest für die Gaming-Community in Österreich mit einem Programm rund um die Themen Gaming, E-Sport und Popkultur. Zusätzlich zu den durchgehend live moderierten E-Sport-Turnieren und dem Community-Programm an beiden Veranstaltungstagen, finden sich vor Ort auch zahlreiche Cosplayer, eine Retrozone mit Arcade-Automaten, Community-Turniere, Tabletop Games, Spielvorstellungen von Indie-Studios sowie eine Artist-Alley und Merchandising Zone.
Die Veranstaltung ist seit seinem Start im Jahr 2022 stark gewachsen. Während zur Premiere 2022 rund 2.700 Besucher die Veranstaltung besucht haben, konnte das Event bereits 2023 mit rund 6.000 Personen seine Besucherzahl verdoppeln und 70 Aussteller auf 3.000 m²  Fläche zusammenbringen. 2024 fand das A1 Austrian eSports Festival das erste Mal an zwei Tagen statt und zählte mit 200 Ausstellern auf 30.000 m²  Fläche insgesamt 21.700 Besucher. Die Veranstaltung fand in diesem Jahr zum ersten Mal als Doppel-Event gemeinsam mit dem neu aufgelegten Spielefest Wien statt. Beide Veranstaltungen können mit einem Ticket besucht werden.

### E-Sport
Beim A1 Austrian eSport Festival werden regelmäßig die Finalspiele der A1 eSport League ausgetragen, unter anderen in den Disziplinen League of Legends, VALORANT, Teamfight Tactics, Brawl Stars und Super Smash Bros Ultimate. 2024 betrug  das Preisgeld rund 20.000 € für die teilnehmenden E-Sport Teams. Gewonnen haben jeweils: Dynamit Gaming (Rocket League), Footprint Gaming (League of Legends), Sissi State Punks (Valorant), Narkez – als erster A1 eSports Doppelmeister in Teamfight Tactics sowie, mit dem 5. Sieg in Folge, Tarik in Super Smash Bros. Ultimate.
Die Finals 2025 werden ausgetragen in den Disziplinen League of Legends, Valorant und Teamfight Tactics. Zusätzlich finden bei dem Festival mehrere E‑Sport Community-Turniere in unterschiedlichen Disziplinen statt, an denen die Besucher direkt vor Ort teilnehmen können. Dazu zählen unter anderem Super Smash Bros, Tekken 8, EA Sports FC 25, Fortnite und Mario Kart.